# Chazelles (Charente)
Chazelles – miejscowość i gmina we Francji, w regionie Nowa Akwitania, w departamencie Charente.
Według danych na rok 1990 gminę zamieszkiwało 1428 osób, a gęstość zaludnienia wynosiła 55 osób/km² (wśród 1467 gmin regionu Poitou-Charentes Chazelles plasuje się na 202. miejscu pod względem liczby ludności, natomiast pod względem powierzchni na miejscu 234.).